# Werner Luttermann
Werner Luttermann (* 19. Juni 1947 in Altenlingen, Landkreis Lingen; † 24. Juli 2024 in Bonn) war von 2003 bis 2010 Generalvikar des Katholischen Bistums der Alt-Katholiken in Deutschland.

## Leben
Werner Luttermann erlernte das Bäckerhandwerk und arbeitete bis 1973 als Bäckermeister. Von 1973 an studierte er im Studienhaus St. Lambert in Grafschaft (Rheinland) sowie an der Westfälischen Wilhelms-Universität Münster katholische Theologie. Für das Bistum Osnabrück wurde er 1977 zum Diakon und 1979 zum Priester geweiht. Er war zunächst Kaplan in St. Marien (Nordhorn) und Dekanatsjugendseelsorger im Dekanat Bentheim, ab 1982 dann Kaplan in St. Alexander (Wallenhorst) und Diözesanpräses der Landjugend. 
1983 trat Luttermann aus der römisch-katholischen Kirche aus und in die Alt-Katholische Kirche ein. Von 1984 bis 1990 war er Pfarrer der alt-katholischen Pfarrgemeinde St. Katharina (Stuttgart). Dann übernahm er die Pfarrgemeinde St. Cyprian in Bonn. In seine Bonner Amtszeit fallen unter anderem die Verhandlungen mit dem Land Nordrhein-Westfalen zur Nutzung der ehemaligen Bonner Namen-Jesu-Kirche, die bereits von 1877 bis 1934 als alt-katholische Pfarrkirche diente und seit 2011 als Bischofskirche für den Katholischen Bischof der Alt-Katholiken in Deutschland genutzt wird. In diesem Zusammenhang war er beteiligt an den Vorbereitungen zur Errichtung einer rechtsfähigen Stiftung des bürgerlichen Rechts. Auch die Gründung des alt-katholischen Kindergartens erfolgte unter seiner Ägide.
In seiner Eigenschaft als Generalvikar war er zudem Bischofsvikar für die alt-katholischen Gemeinden in den nördlichen Bundesländern Bremen, Hamburg, Niedersachsen und Schleswig-Holstein.
Zum 1. September 2009 wechselte er auf die Pfarrstelle in Berlin. Unter Beibehaltung des Amts des Generalvikars übernahm er zugleich das Amt des Beauftragten des Bistums am Sitz der Bundesregierung. Das Amt des Generalvikars übernahm nach der Wahl und Weihe des neuen Bischofs Matthias Ring im Jahr 2010 der Pfarrer von Köln, Jürgen Wenge. 2011 trat Luttermann in den Ruhestand.
Werner Luttermann heiratete 1984 Christine Müller († 2009). Aus der Ehe gingen drei Kinder hervor.